# Hannu Rautkallio

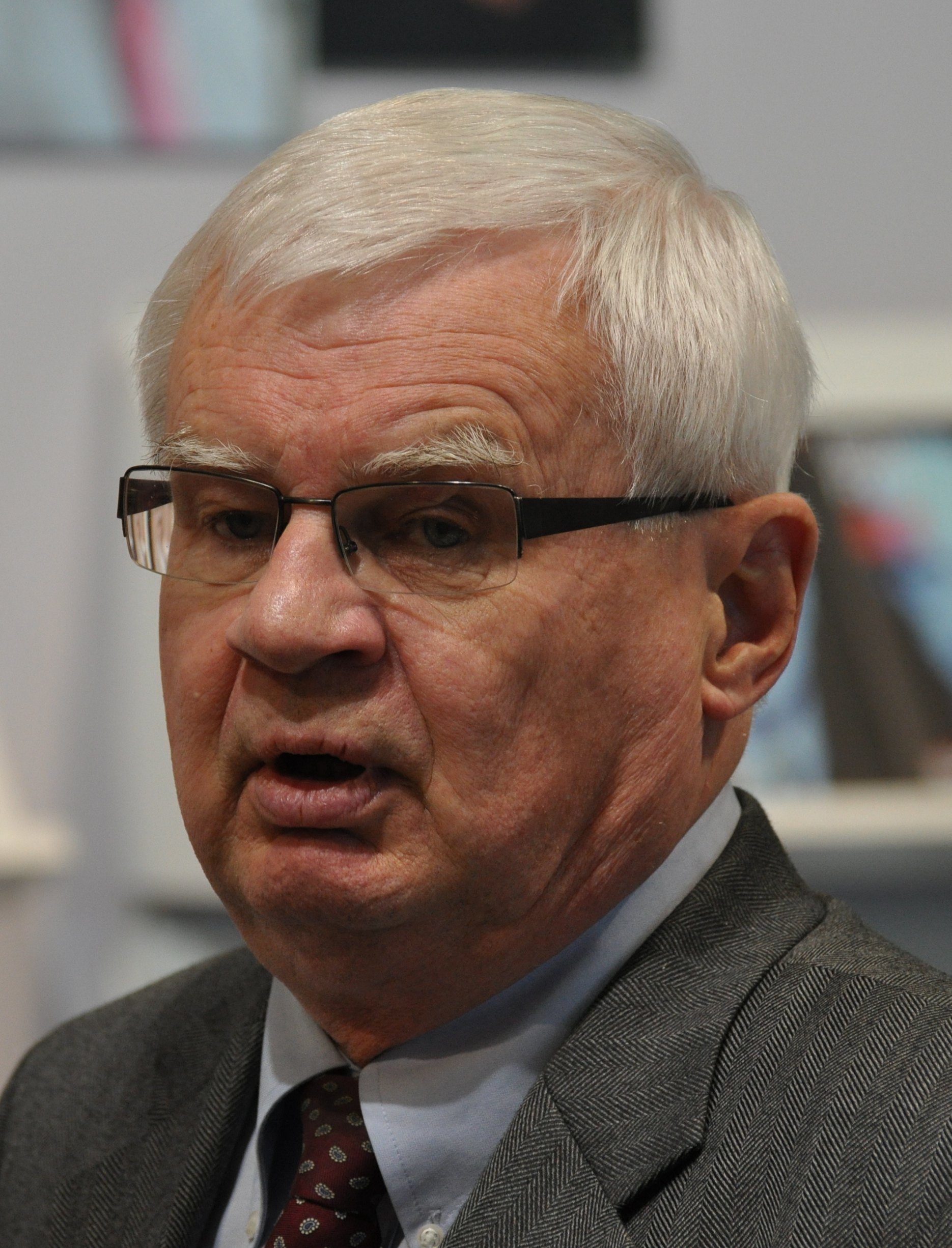
Hannu Rautkallio (2012)

Hannu Ilmari Rautkallio, född den 31 maj 1944 i Åbo, är en finländsk historiker och författare, pol.dr. 1977.
Rautkallio, som 1989 blev docent i politisk historia vid Tammerfors universitet, har i sina verk gått till angrepp mot flera av andra historiker omhuldade sanningar, bland annat gällande de krigsansvariga i Finland under fortsättningskriget, Urho Kekkonens östpolitik och judarna i Finland under andra världskriget. Han har även skrivit om judiska soldater i finska armén under andra världskriget.